# Нумидийска конница
Нумидийската конница е лека кавалерия използвана от нумидийците в Древна Либия.
Използвана е като наемна такава в армията на Картаген, и най-успешно от Ханибал в Италия по време на Втората пуническа война. Тя е описана от римския историк Тит Ливий като „най-добрата конница в Африка“. 
Конете на нумидийците били берберска порода, т.е. малки в сравнение с другите бойни коне от епохата. За сметка на това нумидийската конница била бързо подвижна, много издръжлива и добре приспособена за по-бързо придвижване на дълги разстояния.  Нумидийците яздели берберските си коне без седла и юзди, като ги направлявали посредством едно въже около врата на животните. Конникът и конят са нямали специална защита, като например средновековните тежковъоръжени рицари и катафрактите, с изключение на един кръгъл кожен щит държан в едната ръка на ездача. Въоръжението на конниците било копие и къс меч. 
Нумидийската конница била много добре тренирана ездатно и благодарение на подвижността си се използвала предимно за раздразване на противника и за подмамването му в предварително устроени засади. Отделно от това, ако се вкаравала удачно в най-подходящия момент на боя, могла да реши изхода на сражение, особено ако противниковата армия е изтощена и неподготвена за подобна бърза и изненадваща атака. Нумидийците нападали внезапно, мятали бързо копията си и обръщали конете за да се предпазят от ответни действия. За подобни сблъсъци като млад войник си спомня в мемоарите Юлий Цезар, който бил участник в римското завоюване на последната незавоювана от Рим част на Африка.
Нумидийската конница има и недостатъци, като този че не може да противостои на тежка конница. Независимо от това, в зависимост от военния гений на пълководеца, тя е изключителна ефективна и ефикасна бойна част.
Пъргавината на нумидийската конница е изключително умело използвана от Ханибал, поради което римляните я оценяват по достойнство. След като Рим прехвърля през 204 г. пр.н.е. бойните действия във Втората пуническа война в Африка, първостепенна задача на Сципион е да привлече на своя страна именно нумидийската конница в лицето на Масиниса.
В решаващата за изхода на тази и въобще на пуническите войни битка при Зама, нумидийската конница е на страната на римляните. Благодарение на изключителния военен гений и интелигентност на Сципион, е използвана тактически успешно срещу Ханибал в разгара на боя. Тя, заедно с приложената римска тактика спрямо бойните слонове е от решаващо значение за спечелването на най-важната за бъдещата съдба на двата града битка. 
Векове след тази битка, римската армия успешно използва нумидийската лека конница като част от своята кавалерия (Equites Numidarum или maurorum).